# Sicunusa
Sicunusa – miasto w Eswatini, w dystrykcie Shiselweni, leżące przy granicy z Południową Afryką.